# Telegraph Road
Telegraph Road – utwór zespołu Dire Straits, napisany przez Marka Knopflera i pochodzący z albumu Love over Gold. Ten liczący prawie 15 minut utwór jest najdłuższym nagranym przez grupę (niektóre wersje koncertowe są jeszcze dłuższe). Pod względem muzycznym jest to jeden z najbardziej złożonych utworów tego zespołu. Można w nim wyróżnić cztery oddzielne części.
Pierwsza część to opowieść o powstaniu nowego miasta, od pojedynczego domu na brzegu jeziora do potężnej metropolii. Wraz ze wzrostem miasta muzyka nabiera tempa i przybiera na sile, a słowa piosenki opowiadają o wszystkich najważniejszych wydarzeniach podkreślając, że wraz z miastem powiększa się i poszerza prowadząca do niego droga, która kiedyś była tylko małą ścieżką.
Druga część to krótki instrumentalny przerywnik, po którym następuje zmiana narratora w trzeciej części utworu.
Trzecia część opowiedziana jest już w pierwszej osobie. Mieszkający w mieście robotnik żali się na pustkę życia w wielkim mieście wypełnionym potężnymi fabrykami, postępującą alienację, bezrobocie i brak przyszłości.
Ostatnia, czwarta część to niezwykle dynamiczne solo Knopflera.
Utwór jest zainspirowany autostradą "US-24" w Michigan zwaną właśnie "Telegraph Road" i bezpośrednio książką Błogosławieństwo ziemi (Markens Grøde) Knuta Hamsuna. W wywiadzie udzielonym 10 maja 1993 stacji radiowej RockLine Knopfler powiedział, że czytał tę książkę jadąc autobusem właśnie po tej drodze i zaczął się zastanawiać nad tym, jak ta droga wyglądała początkowo i w jaki sposób urosła do tak potężnej arterii komunikacyjnej.
Pierwsze słowa utworu:

A long time ago came a man on a track

Walking thirty miles with a sack on his back

("Dawno temu ścieżką przyszedł mężczyzna, przeszedłszy 30 mil z workiem na plecach") trawestują zdania otwierające książkę:

The man comes, walking toward the north. He bears a sack, the first sack, carrying food and some few implements.

W późniejszej twórczości Knopfler jeszcze kilkakrotnie sięgnął do podobnych rozwiązań, np. utwór Boom Like That zawiera nawet dosłowne cytaty z autobiografii Raya Kroca (założyciela firmy McDonald’s).